# Wanted (canción)
«Wanted» es el primer sencillo de la cantante pop Country Jessie James de su álbum debut con título homónimo.

## Información
La canción fue producida por Mitch Allan y escrita por la propia cantante y la campositora Kara DioGuardi.
Wanted fue oficialmente lanzado el 12 de abril de 2009 en EUA y Canadá , fue lanzada por la tienda Itunes en 14 de abril del mismo año y hasta julio registró ventas de 200 000 copias, en agosto fue de 400 000.

## Crítica
El New York Times le dio una crítica "Positiva" a la canción diciendo que para ser el primer sencillo de la cantante es bastante bueno ya que mezcla muy bien los sonidos pop Country .
La revista Billboard la calificó de divertida y la comparó con la cantante pop Country Carrie Underwood y su canción "Before He Cheats" , Además destacó que su voz es muy parecida a la cantante Christina Aguilera.

## Video musical
El Video para "Wanted" fue grabado el 28 de marzo de 2009 en Los Ángeles , cuenta con la colaboración del actor Erik Von Detten quien encarna a un Policía que persigue a James por todo un desierto , donde la cantante para lograr despistar a los policías que la siguen se disfraza de mecánico , constructora y finalmente en una Camarera donde en capturada por Von Detten , el video finaliza cuando el auto que lleva a James se detiene a un lado de la carretera el policía la baja del auto la besa y la deja ir.

## Posicionamiento
| Listas (2009)                         | Posiciones |
| ------------------------------------- | ---------- |
| U.S. Billboard Hot 100                | 40         |
| U.S. Billboard Pop 100                | 22         |
| U.S. Billboard Hot Digital Songs      | 17         |
| U.S. Billboard Hot Dance Single Sales | 34         |